# Mertensia
Mertensia es un género de plantas pertenecientes a la familia Boraginaceae. Comprende 177 especies descritas y de estas solo 19 aceptadas.

## Descripción
Son hierbas perennes con hojas alternas. Flores ebracteadas, en racimos terminales, simples, de color azul o azul-púrpura o tonos de él. Corola de 5 lóbulos; con tubo  igual o mucho más largo que el cáliz. Núculas 4, con quilla ventral.

## Taxonomía
El género fue descrito por Albrecht Wilhelm Roth y publicado en Catalecta Botanica 1: 34. 1797. La especie tipo es: Mertensia pulmonarioides Roth. 

## Especies aceptadas
A continuación se brinda un listado de las especies del género Mertensia aceptadas hasta septiembre de 2013, ordenadas alfabéticamente. Para cada una se indica el nombre binomial seguido del autor, abreviado según las convenciones y usos.
- Mertensia bracteata (Willd. ex Schult.) Kamelin
- Mertensia ciliata (James ex Torr.) G.
- Mertensia corymbosa (Lehm.) G. Don
- Mertensia davurica (Sims) G. Don
- Mertensia denticulata (Lehm.) G. Don
- Mertensia dshagastanica Regel
- Mertensia echioides (Benth.) Benth. & Hook. f.
- Mertensia jenissejensis Popov
- Mertensia marginata (Nutt.) G. Don
- Mertensia maritima (L.) Gray
- Mertensia mexicana L.O. Williams
- Mertensia meyeriana J.F. Macbr.
- Mertensia pallasii (Ledeb.) G. Don
- Mertensia pilosa (Cham.) G. Don
- Mertensia platensis (Rydb.) Rydb.
- Mertensia sibirica (L.) G. Don
- Mertensia simplicissima G. Don fil.
- Mertensia tarbagataica B. Fedtsch.
- Mertensia viridis (A. Nelson) A. Nelson